# Анжеліка і король (фільм)
«Анжеліка і король» (фр. Angélique et le Roi) — французький романтичний фільм, що є екранізацією третьої частини «Анжеліка і король» із серії романів Анн і Сержа Голон. Прем'єра фільму у Франції відбувалася в 1966 році.

## Сюжет
Філіп дю Плессі-Белльєр гине у війні з Голландією. Анжеліка вирішує покинути королівський двір і їде в маєток дю Плессі. У Версалі фавориткою короля є мадам де Монтеспан. До Франції прибуває посол держави Сефевідів Бахчіарі-бей. Король Людовік хоче укласти з Персією договір. Однак його дипломати безсильні. Тоді він вирішує відправити до Бахчіарі-бея жінку. Нею стає Анжеліка. Після короткотривалих роздумів вона таємно прибуває до Версалю і погоджується допомогти королю. Мадам де Монтеспан вважає, що головною ціллю Анжеліки є бажання відбити у неї короля.
Людовік повертає Анжеліці замок її колишнього чоловіка Жоффрея де Пейрака. Там вона знаходить старого алхіміка на ім'я Саварі. Також Анжеліка знаходить закривавлену сорочку свого чоловіка Жоффрея і починає розуміти, що він живий. Однак Саварі переконує її, що Жоффрей мертвий. Анжеліка вражає перського шаха і він наказує їй слідувати за ним до його маєтку. В цей час король Людовік із жахом слухає доповідь поліцейського Дегре про те, що послом було вбито близько 10-ти жінок. Він віддає наказ відправити допомогу Анжеліці та врятувати її, але потім відміняє його. На думку Дегре і радників короля наказ може зіпсувати відносини із послом. Бахчіарі-бей погоджується укласти договір з Францією в обмін на Анжеліку. В цей час в його дім ввірвалися розбійники. Їх лідер викрадає Анжеліку і відвозить її в своє лігво. Ним виявляється угорський князь Ференц Ракоці, що закоханий в Анжеліку. Посол збирається їхати, але Анжеліка робить все так, щоб здавалось, ніби її викрав розбійник і вона змушена була заплатити викуп. Посол із своєю делегацією приїжджає у Версаль до короля, вкладає договір і вимагає Анжеліку. Король розгублений, однак йому на допомогу приходить Кольбер і привселюдно оголошує Анжеліку королівською фавориткою. Королівський двір шокований цією звісткою.

Анжеліка стає коханкою Ракоці. Король в гніві. Людовік наказує Дегре заарештувати Ракоці, але тому вдається втекти через таємний хід. Мадам де Монтеспан ненавидить Анжеліку і мріє здійснити над нею розправу. 
 Анжеліка симпатизує королю, але не може пробачити йому смерть свого чоловіка Жоффрея де Пейрака. Людовік зізнається, що Жоффрей не був страчений, а помилуваний королем і відправлений у віддалену в'язницю. Однак по дорозі він намагався втекти і потонув, не маючи сил пливти. Замість нього стратили іншу людину. Анжеліка остаточно розуміє, що її чоловік живий. Анжеліку намагаються вбити за допомогою сорочки, що містить отруту. Їй вдається врятуватися. За допомогою вірного Баркароля вона дізнається, що це справа рук мадам де Монтеспан. Де Монтеспан є членом сатаністської секти. Анжеліка перешкоджає її жертвоприношенням, під час одного з яких гине Баркароль. Анжеліка розповідає про все Дегре, який благає її не розповідати нічого королю. В обмін на це, Дегре розповідає Анжеліці подробиці спасіння Пейрака. Він не затонув у Сені, його вилікували монахи і пізніше він таємно пробрався в свій дім, забрав золото і зник. Анжеліка хоче негайно розпочати пошуки чоловіка, але Дегре вмовляє її дочекатися ранку. Цієї ж ночі Жоффрей приходить подивитись на свою кохану Анжеліку. Він не хоче травмували її різними перешкодами їх щастю, тому вирішує залишитися для неї мертвим. В цей час в замок проникає вбивця, якого підіслала мадам де Монтеспан. Жоффрей вбиває його. Прокинувшись, Анжеліка бачить, що Жоффрей живий. Вона біжить до нього, але Жоффрей тікає через таємний хід і залишає заплакану Анжеліку саму. Анжеліка вимагає пояснень у Саварі. Той зізнається, що Жоффрей живий і передає їй записку від нього. В ній йдеться про те, що Жоффрей кохає Анжеліку, але заради її блага просить не шукати його. Однак Анжеліка кохає чоловіка понад усе і разом із Саварі вирушає на його пошуки.

## Актори і ролі
- Мішель Мерсьє — Анжеліка Сансе де Монтелу
- Робер Оссейн — Жоффрей де Пейрак
- Жан Рошфор — Дегре
- Жак Тожа — король Людовік XIV
- Клод Жиро — Філіп де Плессі-Белльєр
- Самі Фрей — Бахчіарі-Бей
- Естелла Блен — маркіза де Монтеспан
- Фред Вільямс — Ференц Ракоці
- Паскале Мартіно — Саварі
- Жан Пареде — Сент-Емон
- Рене Лефевр — Кольбер
- Мішель Галабрю — Бонтан
- Філіп Лемер — маркіз де Вард
- Анн Смірне — Тереза, прислуга Анжеліки
- Кароль Ле Беске — мадемуазель Дезеє
- Мішель Томасс — Ем Де Боншеф
- Роберто — Баркароль
- Клер Атана — королева Марія-Терезія Іспанська
- Жоелль Бернар — Ля Вуазен
- Робер Фавар — хірург
- Домінік Зарді

## Прем'єра
Першою відбувалася прем'єра в Італії — 25 лютого 1965 року, в Франції — 31 січня 1966 року, в Туреччині — в березні, в ФРН — 3 березня, в Фінляндії — 18 березня, в Швеції — 23 березня, в Данії — 19 вересня, в Португалії — 16 листопада 1967 року.